# زیست‌شناسی ریاضی و نظری

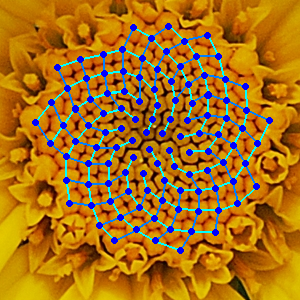
بابونه زرد معمولی، که مارپیچ‌های آن نشان دهنده اعداد فیبوناچی، شامل اعداد ۲۱ (آبی تیره) و ۱۳ (آبی روشن) می‌باشد. به چنین آرایش‌هایی از زمان قرون وسطی توجه شده و می‌توان از آن برای مدل‌سازی ریاضیاتی بسیاری از گیاهان استفاده کرد.

زیست ریاضیاتی و نظری شاخه ای از زیست‌شناسی است که از تحلیل‌های نظری، مدل‌سازی‌های ریاضیاتی و تجریدهای موجودات زنده برای تحقیق در مورد اصول حاکم بر ساختارها، توسعه و رفتار سامانه‌ها استفاده می‌کند، در مقابل زیست‌شناسی تجربی قرار دارد که برای اثبات و تصدیق نظریات علمی، آزمایش‌های تجربی را به کار می‌برد. برخی مواقع برای تأکید بر جنبه‌های ریاضیاتی این شاخه علمی به آن زیست ریاضیاتی یا ریاضیات زیستی نیز گفته می‌شود، یا در جاهای دیگر برای تأکید بر جنبه‌های زیست شناسانهٔ آن به آن زیست‌شناسی نظری گفته می‌شود. زیست‌شناسی نظری بیشتر بر روی توسعه اصول نظری زیست تمرکز کرده، در حالی که ریاضیات زیستی بر روی استفاده از ابزارهای ریاضیاتی برای مطالعهٔ سامانه‌های زیستی تمرکز می‌کند گرچه که برخی مواقع این دو اصطلاح به جای هم به کار می‌روند.
زیست ریاضیاتی به دنبال نمایش ریاضیاتی و مدل‌سازی فرایندهای زیستی با استفاده از فنون و ابزارهای ریاضیات کاربردی بوده که هم در تحقیقات نظری و هم تحقیقات عملی می‌توانند مفید واقع شوند. توصیف کمّی سامانه‌ها موجب می‌گردد تا شبیه سازیشان بهتر صورت گرفته و بدین طریق بتوان خواصی را پیش‌بینی کرد که ممکن است از دید آزمایشگر مغفول واقع شده باشد. این هدف نیازمند مدل‌های ریاضیاتی دقیقی می‌باشد.
به علت پیچیدگی سامانه‌های زنده، زیست نظری از چندین شاخه ریاضیاتی استفاده کرده و به توسعه تکنیک‌های جدید کمک کرده‌است.

## تاریخچه

### تاریخ پیدایش
استفاده ریاضیات در زیست به قرن دوازدهم میلادی بر می‌گردد، زمانی که فیبوناچی از دنباله معروفش برای توصیف رشد جمعیت خرگوش‌ها استفاده کرد. در قرن هجدهم میلادی دانیل برنولی ریاضیات را برای توصیف اثر آبله بر روی جمعیت انسان به کار برد. رساله ۱۷۸۹ توماس مالتوس بر روی رشد جمعیت انسان، براساس مفهوم رشد نمایی نوشته شده بود. پیر فرانسیس ورهولت در ۱۸۳۶ مدل رشد لجستیک را فرموله کرد.
فریتز مولر مزایای تکاملی که اکنون به تقلید مولری معروف است را در ۱۸۷۹ توصیف کرد، به گونه‌ای که می‌توان آن را اولین کاربرد ریاضیات در بوم‌شناسی تکاملی به منظور نمایش قدرت اثر انتخاب طبیعی به‌شمار آورد. همچنین بحث مالتوس در مورد اثرات رشد جمعیت، داروین را تحت تأثیر قرار داد: مالتوس استدلال می‌کرد که رشد نمایی است (او در آن زمان از عبارت «هندسی» استفاده کرد) در حالی که منابع (گنجایش محیط) تنها قادر به رشد حسابیست.
عبارت «زیست نظری» اولین بار توسط جوهانس راینکه در ۱۹۰۱ مورد استفاده قرار گرفت. یکی از متون بنیادین در این زمینه را در مورد رشد و فرم (۱۹۱۷) اثر دارسی تامپسون، در نظر می‌گیرند. اولین پیشگامان زیست نظری شامل رونالد فیشر، هانس لئو پرزیبرام، نیکولاس راشورسکی و ویتو ولترا می‌باشند.

### زیست نظری
- Bonner, J. T. (1988). The Evolution of Complexity by Means of Natural Selection. Princeton: Princeton University Press. ISBN 0-691-08493-9.
- Mangel, M. (2006). The Theoretical Biologist's Toolbox. Quantitative Methods for Ecology and Evolutionary Biology. Cambridge University Press. ISBN 0-521-53748-7.